# I Batalion 10 Pułku Pancernego (III Rzesza)
I Batalion 10 Pułku Pancernego (niem. I./10. Panzer-Abteilung) – pododdział wojsk pancernych (Panzerwaffe) Wehrmachtu.

I Batalion 10 Pułku Pancernego (Panzer-Regiment 10) stacjonował w Zinten, w Prusach Wschodnich. W sierpniu 1939, w ramach przygotowań do operacji Fall Weiss podporządkowany został dowódcy XXI Korpusu Armijnego, gen. por. Nikolausowi von Falkenhorst, który wchodził w skład 3 Armii (GA "Północ"). Na początku kampanii wrześniowej batalion wspierał oddziały 21 Dywizji Piechoty walczące z polską 16 Pomorską Dywizją Piechoty.
Na uzbrojeniu batalionu znajdowały się 74 czołgi, w tym:
- 28 czołgów lekkich PzKpfw I;
- 34 czołgi lekkie PzKpfw II;
- 3 czołgi średnie PzKpfw III;
- 4 czołgi ciężkie PzKpfw IV;
- 5 czołgów dowodzenia Panzerbefehlswagen I.

Szlak bojowy:
Od 01.09.39 - 04.09.39 bitwa nad Ossą